# Hino da Independência
Hino da Independência – brazylijska pieśń narodowa skomponowana przez cesarza Piotra I z okazji odzyskania niepodległości. Do roku 1890 była hymnem państwowym, ale została zastąpiona przez Hino Nacional Brasileiro, rok po proklamowaniu przez Brazylię republiki.

## Tekst
1
Já podeis da Pátria filhos
Ver contente a Mãe gentil;
Já raiou a Liberdade
No Horizonte do Brasil
Já raiou a Liberdade
Já raiou a Liberdade
No Horizonte do Brasil
Refren:
Brava Gente Brasileira
Longe vá, temor servil;
Ou ficar a Pátria livre,
Ou morrer pelo Brasil.
Ou ficar a Pátria livre,
Ou morrer pelo Brasil.
2
Os grilhões que nos forjava
Da perfídia astuto ardil,
Houve Mão mais poderosa,
Zombou deles o Brasil.
Houve Mão mais poderosa
Houve Mão mais poderosa
Zombou deles o Brasil.
3
O Real Herdeiro Augusto
Conhecendo o engano vil,
Em despeito dos Tiranos
Quis ficar no seu Brasil.
Em despeito dos Tiranos
Em despeito dos Tiranos
Quis ficar no seu Brasil.
4
Ressoavam sombras tristes
Da cruel Guerra Civil,
Mas fugirão apressadas
Vendo o Anjo do Brasil.
Mas fugirão apressadas
Mas fugirão apressadas
Vendo o Anjo do Brasil.
5
Mal soou na serra ao longe
Nosso grito varonil;
Nos imensos ombros logo
A cabeça ergue o Brasil.
Nos imensos ombros logo
Nos imensos ombros logo
A cabeça ergue o Brasil.
6
Filhos clama, caros filhos,
E depois de afrontas mil,
Que a vingar a negra injúria
Vem chamar-vos o Brasil.
Que a vingar a negra injúria
Que a vingar a negra injúria
Vem chamar-vos o Brasil.
7
Não temais ímpias falanges,
Que apresentam face hostil:
Vossos peitos, vossos braços
São muralhas do Brasil.
Vossos peitos, vossos braços
Vossos peitos, vossos braços
São muralhas do Brasil.
8
Mostra Pedro a vossa fronte
Alma intrépida e viril:
Tende nele o Digno Chefe
Deste Império do Brasil.
Tende nele o Digno Chefe
Tende nele o Digno Chefe
Deste Império do Brasil.
9
Parabéns, oh Brasileiros,
Já com garbo varonil
Do Universo entre as Nações
Resplandece a do Brasil.
Do Universo entre as Nações
Do Universo entre as Nações
Resplandece a do Brasil.
10
Parabéns; já somos livres;
Já brilhante, e senhoril
Vai juntar-se em nossos lares
A Assembléia do Brasil.
Vai juntar-se em nossos lares
Vai juntar-se em nossos lares
A Assembleia do Brasil.